# П'єтро II (юдик Арбореї)
П'єтро II (італ. Pietro II;  д/н–1241) — юдик (володар) Арборейського юдикату у 1211—1241 роках. Поновив єдність держави.

## Життєпис
Походив з роду Серра-Бас. Син Угоне I, юдика Арбореї, та Преціози Обертинги (доньки Вільгельма II Салусіо IV, юдика КАльярі і співюдика Арбореї. У 1211 році після смерті батька став співюдиком Арбореї, але фактична влада належала Вільгельму Салусіо, що отримав 1/4 юдикату. Половину Арбореї дісталося стриєчному брату Баризону,а ще 1/4 відійшло до Торреського юдикату.
1214 року після смерті Вільгельма Салусіо IV нарешті здобув владу в Арбореї, але мусив розділити її з Баризоном Торхіторіо IV, юдиком Кальярі і зятем Вільгельма II Салусіо IV. Лише після смерті Баризона Торхіторіо у 1217 році зумів об'єднати Арборею.
У 1221 році уклав союз із Ламберто Вісконті, юдиком Галлури. У 1222 році вимушений був погодитися на шлюб з сестрою Убальдо Вісконті, подести Пізи, який набув значної ваги на Сардинії. Невдовзі проти П'єтро II виступив Вільгельм Салусіо V, юдик Кальярі і син Баризона Торхіторіо IV. Йому на допомогу прийшов Маріано II, юдик Торресу. Зрештою П'єтро II зазнав поразки і 1228 року мусив погодитися розділити владу над Арборейським юдикатом з Вільгельмом Салусіо V і Маріано II.
1231 року вступив у суперечку з Симоном I де Палау за віконтство Бас, яке належало його дідові. до 1235 року зміг поступово позбутися своїх співправителів. У квітні 1237 року уклав угоду з папою римським Григорієм IX. яким підтвердив колишній сюзеренітет в обмін на сплату 1100 безантів та передачу церкві замку Гіріпала. У травні Папський престол визнав П'єтро II одноосібним володарем Арборейського юдикату.
Помер 1241 року. Йому спадкував син Маріано II при регентстві Вільгельма ді Капрая.

## Родина
1. Дружина — Діана, донька Ельдіціо Вісконті, патриція Пізи.
Дітей не було.
2. Дружина — з сардинської знаті.
Діти:
- Маріано (бл. 1230—1297), юдик Арбореї